# 重庆轨道交通2号线CCD系列列车
重庆轨道交通2号线CCD系列列车是由中车长春轨道客车为重庆轨道交通2号线生产的8节编组单轨列车。

## 沿革
- 2019年11月12日，重庆市发展改革委发布了关于轨道交通二号线增购车辆工程可行性研究报告的批复，同意2号线新购车辆7列（56辆）及相关配套设备，于2021年5月进行车辆采购招标[1][2]。
- 2022年3月，本款列车开始列车在较场口~天堂堡段开展空载调试[3]。
- 2022年4月23日，本款列车开始上线载客运营[4]。
- 2023年1月30日起，2号线工作日8编组列车最大上线数由8列增加到10列，工作日上线10列，双休日上线6列[5]。

## 设计

### 车体
列车采用鼓型车体，车头、车身运用了流线型设计，车身两色交叉丝带的元素，取自重庆独特景色两江交汇，流畅的线条使运行中的列车看起来更加灵动、自然。
每节车辆于车身两侧增加了对站台方向的LED滚动显示屏。

### 车内
每个车门上方设置43.1寸动态地图显示屏，车厢连接处上方亦设置LED滚动显示屏。

### 信号系统
8编组列车兼容ATP/TD及CBTC两套信号系统，可实现列车ATO（列车自动运行系统）驾驶。